# Ptilotus fraseri
Ptilotus fraseri là loài thực vật có hoa thuộc họ Dền. Loài này được (Moq.) F. Muell. miêu tả khoa học đầu tiên năm 1883.